# Орнитомантија
Орнитомантија (старогрчки: οἰωνίζομαι) поступак је предвиђања будућности на основу покрета птица. Овај поступак био је популаран у многим античким културама, укључујући и грчку и римску. Иако су то углавном били лет и песме, сваки покрет је могао да се преведе или интерпретира као одређена порука од богова. Ови знаци сматрани су за изузетно тачне и схватани су озбиљно од стране Грка и Римљана. Реч инаугурација, изведена од латинске именице inauguratio, односно глагола inaugurare, који је значио видети будућност у лету птица. Аугури су били римски свештеници који су посматрајући птице предвиђали будућност. Било је такође и ауспекса (лат. Auspex, множина - Auspices; покровитељство) (или харуспекса) који су интерпретирали муње, грмљавине, ветар и друге природне појаве. Фраза под покровитељством потиче од ове потребе читања будућности из природних појава.
Овај облик прорицања постао је део римске религије који је имао своје свештенство и своју праксу. Један значајни пример јавља се у Одисеји, када се појављује орао који лети десно са мртвим голубом у својим канџама. Овај знак се тумачи као долазак Одисеја и смрт просаца њене супруге.
Орнитомантија је и неколико пута поменута у септуагинтској верзији Библије. Јозеф је тврдио да је користио ову технику да би уплашио своју браћу у септуагинтској Књизи постања, али је касније у септуагинтским текстовима писало да је ова пракса строго забрањена. Текстови о птици пророку који постоје код Хетита датирају из 13. или 14. века.